# Seznam písní Judity Čeřovské
Toto je seznam písní zpěvačky Judity Čeřovské.

## Seznam
- Název písně (Název originálu) – duet – (autor hudby/autor textu) – rok nahrávky

## A
- Akropolis adieu – (Christian Bruhn / Jiřina Fikejzová) – 1974

## B
- Babí léto (Sentimental Journey) – Judita Čeřovská a Stanislav Koubík – (Les Brown, Benjamin Homer / Petr Lander) – 1979
- Beránci v modru – (Petr Lander) – 1973
- Bída (?) – (tradicionál / Aida Brumovská) – 1970

## C
- Cesta jde dál – (Sláva Kunst / Ronald Kraus) – 1987
- Co dál (Et maintenant) – (Gilbert Bécaud / Jiřina Fikejzová) – 1963

## Č
- Čarovný nádherný sad (Who Put The Lights Out) – (Paul Ryan/Petr Lander) – 1976
- Čas, který nekončí – (Jožka Smítal) – 1963
- Čekám dál (As Tears Go By) – (Mick Jagger–Keith Richard–Andrew Loog Oldham / Aida Brumovská) – 1970
- Čmelák v base – (Lubor Bárta / Jiří Filip) – 1962

## D
- Dávno – (Jiří Zmožek / Jiří Aplt) – 1983
- Dej mi, lásko, naději – (Jindřich Brabec / Jiří Aplt) – 1969
- Dlouhá bílá noc (Strangers In The Night) – (Bert Kaempfert / Jiřina Fikejzová) – 1966
- Do zvonů bije čas (Rusty bells) – (Richard Ahlert/ Jiřina Fikejzová) – 1966
- Dobrú noc – (tradicionál) – 1968
- Dominiku (Dominique) – (Soeur Sourire / Jiřina Fikejzová) – 1965
- Duet (Let's Do It) – (Cole Porter / Aida Brumovská) – 1970

## H
- Hej, koníčku (Kâtibim) – (tradicionál / Aida Brumovská) – 1971
- Holky v letech – (Zdeněk John / Petr Markov) – 1983

## Ch
- Chci tančit s tebou – (Dušan Pálka / Ivo T. Havlů) – 1961

## J
- Jak zvláštní (It's Magic) – (Jule Styne / Jiřina Fikejzová) – 1965
- Jarní láska – Judita Čeřovská a Rudolf Cortés – (Zdeněk Krotil / Bohuslav Nádvorník) – 1957
- Je po dešti – (Bedřich Nikodém / Vladimír Dvořák) – 1962
- Je taky jinej máj – (Jaroslav Jakoubek / Jaroslav Růžička) – 1969
- Je to, je to tak! – Judita Čeřovská a Rudolf Cortés – (Bedřich Nikodém / Miroslav Zikán) – 1958
- Jednou – (Jaroslav V. Dudek / Jiřina Fikejzová) – 1962
- Jednou mít rád – (Tomáš Martin / Olga Scheinpflugová) – 1964
- Jen jeden den (Nicolaj) – (Willy Hoffmann / Jan Nemejovský) – 1968
- Jen o lásce ne – (Jaroslav Malina / Vilda Dubský) – 1980
- Jen ty – (Bedřich Nikodém / Jaromír Hořec) – 1955
- Jen vítr to ví a mlčí dál (Blowin' in the Wind) – (Bob Dylan / Zdeněk Borovec) – 1965
- Jméno tvé – (Antonín Švehla / Zbyšek Malý) – 1963
- Jsi můj (My Own) – (Jimmy Mc Hugh / Jiří Aplt) – 1967

## K
- Každý jednou velkou lásku potká (Everybody Loves Somebody Sometimes) – (Ken Lane / Jiřina Fikejzová) – 1967 [1]
- Kytice růží – (Leopold Korbař / Miroslav Zikán) – 1958

## L
- Luna nad Lago Maggiore – (František Havlíček / Ivo Martin) – 1966

## M
- Má vina – (Jindřich Brabec / Jiřina Fikejzová) – 1969
- Malý vůz (I Will Follow Him / Chariot) – (Franck Pourcel a Paul Mauriat / Jiřina Fikejzová) – 1964
- Máš dvě lásky (Je reviens chez nous) – (Jean-Pierre Ferland / Jiřina Fikejzová) – 1987
- Máš (mít?) můj dík – (Harry Macourek / Hana Čiháková) – 1970
- Mé oči říkají (Spójrz prosto w oczy) – (Wojciech Pietowski / Jiřina Fikejzová) – 1964
- Měsíc v modrém (Luna nel blu / Non ho l'età) – (Nisa / Jiřina Fikejzová) – 1964
- Měsíční řeka (Moon River) – (Henry Mancini / Jiřina Fikejzová) – 1964
- Monsieur Bonton (Monsieur Dupont) – (Christian Bruhn / Ronald Kraus) – 1968
- Mráz (?) – (tradicionál / Aida Brumovská) – 1970
- Muž a žena (Un home et une femme) – (Francis Lai / Jan Nemejovský) – 1967
- Můj ideál (Mon idéal) – (Charles Aznavour / Jiřina Fikejzová) – 1964
- Můj život je taxi – (Petr Lander) – 1976
- Mužská nevěra (Já nejím, já nespím, já neslyším) – (Jára Beneš / Jan Schneider) – 1969

## N
- Na rozloučenou – (Alois Wolf / Jiřina Fikejzová) – 1958
- Nečekej můj milý – (Dušan Pálka / Junka Häcklová) – 1958
- Nepočítám – (Z. John / Zdeněk Borovec) – 1983
- Nic víc – (Jan F. Fischer / Pavel Kopta) – 1963
- Nostalgie – (Harry Macourek / Aida Brumovská) – 1970

## O
- Obvyklý večer – (Jaroslav Růžička) – 1969
- Oh, baby, baby – (Bohuslav Ondráček / Jan Schneider) – 1968
- Orion – (Karel Macourek / Jiřina Fikejzová) – 1964

## P
- Píseň pod polštář (Hello, My Lover, Goodbye) – (Edward Heyman a John W. Green / Karel Čejka) – 1965
- Píseň včerejší – (Jiří Zmožek / Jiří Aplt) – 1983
- Písnička z krajkoví – (Alfons Jindra / Vladimír Dvořák) – 1961
- Po sedmé – (Dušan Pálka / Miroslav Zikán) – 1958
- Polibek visí na vlásku – (Bedřich Nikodém / Jan Schneider) – 1966
- Portrét – (Jaromír Knittl / Pavel Vrba – 1968
- Pozdrav od dobré známé (Sag ihr, ich lass sie grüßen) – (Udo Jürgens / Jiřina Fikejzová) – 1966
- Pozítří k večeru – (Bedřich Nikodém / Vladimír Dvořák) – 1963
- Pražský valčík – (Mojmír Balling / Ivo Fischer) – 1983
- Probuď se! – (Petr Lander) – 1973
- Proč se bojíš? – (Alois Wolf / Vilda Dubský) – 1962

## R
- Růžová krinolína – (František Svojík[2] / Vladimír Eddy Fořt) – 1958

## Ř
- Řekni, kde ty kytky jsou (Where Have All the Flowers Gone?) – (Pete Seeger / Jiřina Fikejzová) – 1965

## S
- Sám pod svou hvězdou (Seul sur son Etoile) – (Gilbert Bécaud / Jiřina Fikejzová) – 1977
- Skončil bál – (Alexandr Broněvickij / Vladimír Dvořák) – 1972
- Skůtr si zpívá – (Jiří Pokorný / Boleslav Gregor) – 1960
- Slib, že sejdem se – (Dušan Pálka / Jan Zábrana) – 1964
- Spásná náhoda – (Zdeněk John / Petr Lander) – 1983
- Srdce plné hudby – (Alfons Jindra / Jiřina Fikejzová) – 19655
- Svatební den (Somewhere Along The Way) – (Kurt Adams a Sammy Gallop / Josef Kainar) – 1964
- Svítá (Schade (Sleepwalk)) – (S., J. a A. Farina / Jiřina Fikejzová) – 1965

## T
- Ti dva – to jsme my – (Vladislav Heráček / Petr Lander) – 1977
- Tisíce tváři – (Leopold Korbař / Miroslav Zikán) – 1962
- Ten život můj (That's My Desire) – (Helmy Kresa / Ronald Kraus) – 1968
- To se mi nezdá (Don't Make Me Over) – (Burt Bacharach / Jiřina Fikejzová) – 1966
- Tvůj slib mám (Where Is Love) – (Lionel Bart / Aida Brumovská) – 1970

## U
- Už svítá – (Bohuslav Ondráček / Zdeněk Borovec) – 1967

## V
- Věci tak bláhové (These Foolish Things) – (Jack Strachey / Jiřina Fikejzová) – 1963

## Z
- Zas jako dřív – (Josef Pech / Ronald Kraus) – 1965
- Zbloudilá loď – (Sláva Kunst / Aida Brumovská) – 1970
- Zelené ticho – (Ladislav Štaidl / Zbyněk Vavřín) – 1967
- Znám ten dům – (Mojmír Balling / Ivo Fischer) – 1971

## Ž
- Život je širý oceán – (Jaroslav Malina / Jaroslav Moravec) – 1969

## A
- Ach, wie ist Liebe schön (Ach, ta láska nebeská) – Judita Čeřovská a Richard Adam – (Jiří Šlitr / Adolf Langer) – 1963

## B
- Bašaven, Romale! (Hrajte cigáni) – (tradicionál) – 1966
- Besame mucho – (Consuelo Velázquez / Ralph Siegel) – 1966
- Blumen aus Liebe (Desatero lučních květů) – (Dušan Pálka / Martin Trenk) – 1961

## D
- Das Lebenslied (L'ame dex poetes) – (Charles Trenet / Kurt Richter) – 1968
- Deep Purple – (Peter de Rose / J. Hommers) – 1966
- Die Bimmelbahn (Nedělní vláček) – (Bedřich Nikodém / Martin Trenk) – 1960
- Die Sonne scheint (Je po dešti) – (Bedřich Nikodém / Martin Trenk) – 1962
- Dominique – (Soeur Sourire) – 1964
- Dream – (John H. Mercer) – 1968

## E
- Echoes – (Willy Hoffmann / Sydney Lee) – 1967
- Ein Blues für den kleinen Jungen (Blues pro malého chlapce) – (Milan Šmejc / Martin Trenk) – 1960
- Er kommt um sechs (Už bude šest) – (Miloslav Ducháč / Adolf Langer) – 1958
- Es war einmal eine Liebe – (Alfred Jack / Bruno Balz) – 1966
- Es war gestern am Sonntag (Včera neděle byla) – (Jiří Šlitr / František Havlíček) – 1961
- Es war im Sommer (Praha je krásná) – (Josef Stelibský / Kurt Hertha) – 1967
- Everybody Loves Somebody – (Ken Lane, Irving Taylor) – 1967

## F
- Fais dodo (tradicionál) – 1968
- Fascination – (Giovanni Marchetti / Dick Manning, Maurice de Féraudy) – 1966
- Für immer (Moon River) – (Henry Mancini / Joachim Relin) – 1964

## G
- Gestern noch (Yesterday) – (John Lennon–Paul McCartney / Fred Oldoerp) – 1966
- Good Night, Good Bye – (tradicionál / Kurt Hertha) – 1968

## H
- Hush Bye – (Anonym) – 1968

## I
- I Left My Heart In San Francisco – (Douglas Cross / George Cory) – 1966
- Chariot – (Franck Pourcel a Paul Mauriat / Jacques Plante) – 1966

## J
- Je suis seule ce soir – (Paul Durand, Jean Casanova a Rose Grosjean) – 1957
- Johny Guitar – (Peggy Lee a Victor Young) – 1962

## L
- Le banc sous les jasmins (Lavička v jasmínu) – (Miloslav Ducháč / Jindřich Wagenknecht) – 1958
- Lieder – (Willy Hoffmann / J. Hommers) – 1966
- Leider ist es so (Je to, je to tak!) – (Bedřich Nikodém / Martin Trenk) – 1958
- Löscht alle Lichter aus (Zhasněte lampióny) – (Jaromír Vomáčka / Martin Trenk) – 1963
- Luna nel blu (Non ho l'eta) – (Mario Panzeri, Giancarlo Colonnello / Kurt Hertha) – 1964

## M
- Mamma – (Cesare Andrea Bixio / Bruno Cherubini) – 1968
- Mein Ideal (Mon ideal) – (Charles Aznavour / ?) – 1964
- Mein Ideal (Pár kouzel znát) – (Emil Ludvík / Adolf Langer) – 1958
- Mon coer est un violon – (Miarca Laparcerie) – 1961
- Mr. Wonderful – (Jerry Bock, Larry Holofcenter / George Weiss, Larry Holofcenter) – 1960
- Mutters Schlummerlied (Mámina uspávanka) – (Saša Grossman / Martin Trenk) – 1958

## N
- Nicolaj – (Willy Hoffmann / Kurt Hertha) – 1967
- Ninna-Nanna – (Milan Jíra, Pietro Ferro / Pietro Ferro, Ludvík Aškenazy) – 1968
- Non, je ne regrette rien – (Charles Dumont / Michel Vaucaire) – 1964
- Non ti scordar di me – (Ernesto de Curtis / Domenico Furnó) – 1968

## O
- Only You – (Buck Ram, Ande Rand) – 1962

## P
- Padam...padam... – (Norbert Glanzberg / Henri Confer) – 1966
- Pigalle – (Heinz Geitz / Hans Bradtke) – 1963
- Premier rendez-vous (Le premier rendez-vous) – (René Sylviano / Richard Busch) – 1966

## Q
- Qu'elle est belle – (Richard Alhert / Eddie Snyder) – 1967
- Que reste t'il – (Charles Trenet) – 1969

## R
- Romanze (Romance lásky) – (Alfonz Jindra / Martin Trenk) – 1959
- Rosarote Krinolinen (Růžová krinolína) – (František Svojík / Martin Trenk) – 1958

## S
- September in Paris – (Harry Waren / Heino Gaze) – 1966
- Schade (Sleepwalk) – (S., J. a A. Farina a Donald Wolf / Carl-Ulrich Blecher) – 1964
- Schau mich bitte nicht so an (La Vie en Rose) – (Louis Guy / Ralph Siegel) – 1966
- Schiffe segeln nach Triana (Plují lodi do Triany) – (Jan F. Fischer / Martin Trenk) – 1957
- Schritte im Sand (Luna nad Lago Maggiore) – (František Havlíček) – 1967
- Silver Shoes (Růžová krinolína) – (František Svojík / Hilda Lassová) – 1958
- So fängt die Liebe an (Tak láska začíná) – (Jaroslav Mangl / Ilse Němeček) – 1958
- So sind die Männer (Pravda o mužích) – (Slavoj Procházka / Adolf Langer) – 1958
- So wie du bist – (Josef Pech / F. Olsen) – 1966
- Somnakuno dadoro (Můj drahý tatíčku) – (tradicionál) – 1966
- Souvenirs – (Cy Coben) – 1962
- Stars Fell On Alabama – (Frank Perkins / Mitchell Parish) – 1962
- Strangers In The Night – (Bert Kaempfert / Charles Singleton, Eddie Snyder) – 1967
- Summertime – (George Gershwin / Ira Gershwin, DuBose Heyward) – 1957
- Susula dusula – (Willy Hoffmann / Kurt Hertha) – 1968
- Szomorú vasárnap – (Rezsö Seress / Laszlo Javor) – 1966

## T
- (Teč, vodičko, teč) (?) – (tradicionál, cikánská) – 1966
- Toora-Loora – (tradicionál) – 1968
- The Shadow of Your Smile – (John Mandel / Paul Francis Webster) – 1969
- The Wanderer (Подмосковные вечера) – (Vasilij Solovjov-Sedoj / Bob Musel) – 1962
- The Way You Look Tonight – (Jerome Kern / Dorothy Fields) – 1960
- These Foolish Things – (Eric Maschwitz, Jack Strachey a Harry Link) – 1963
- Three Coins In The Fountain – (Jule Styne / Sammy Cahn) – 1958

## U
- Überall auf der Welt (Далеко, далеко) – (Georgij Nosov / Düter Finnom) – 1966

## W
- Where Have All the Flowers Gone? – (Peter Seeger) – 1964
- Wiegenlied – (Johannes Brahms / Karl Joseph Simrock) – 1968
- Wind und Wellen – (Jack Bultermann / Günther Gebhard) – 1966

## Z
- Zwei blaue Luftballons (Dva modré balonky) – (Bedřich Nikodém / Martin Trenk) – 1958